# لاوی سیمون
لووی سیمون اوپونگ (انگلیسی: Lovie Simone Oppong؛ زاده ۲۹ نوامبر ۱۹۹۸) یک بازیگر آمریکایی است که بیشتر برای بازی در نقش زورا گرین لیف در سریال درام شبکه اپرا وینفری، گرین لیف شناخته می شود.

## فیلم‌شناسی
فهرست برخی از فیلم‌هایی که لاوی سیمون در آنها به ایفای نقش پرداخته است:
- گرین لیف
- نارنجی مد جدید است
- نجیب‌زادگان
- هیولا
- ۵۷ ثانیه